# Адрара-Сан-Мартіно
Адрара-Сан-Мартіно (італ. Adrara San Martino, п'єм. Adrara San Martino) — муніципалітет в Італії, у регіоні Ломбардія, провінція Бергамо.
Адрара-Сан-Мартіно розташована на відстані близько 470 км на північний захід від Рима, 65 км на північний схід від Мілана, 22 км на схід від Бергамо.
Населення — 2210 осіб (2014).
Щорічний фестиваль відбувається 11 листопада. Покровитель — святий Мартин Турський.

## Демографія
Населення за роками:

Станом на 1 січня 2023 року в муніципалітеті офіційно проживали 252 іноземці з 25 країн, серед них 31 громадянин країн Євросоюзу та 9 громадян України.

## Сусідні муніципалітети
- Адрара-Сан-Рокко
- Берцо-Сан-Фермо
- Форесто-Спарсо
- Гроне
- Монастероло-дель-Кастелло
- Сарніко
- В'яданіка
- Віголо
- Віллонго